# Julián Zuazo y Palacios
Julián Zuazo y Palacios (Madrid, 1884-Madrid, 1946) fue un arqueólogo español.

## Biografía
Nacido el 22 de abril de 1884 en Madrid, realizó investigaciones arqueológicas en las provincias de Albacete, Murcia y Valencia. Entre sus publicaciones se encontraron títulos como La villa de Montealegre y su cerro de los Santos, arqueología e historia (Madrid, 1915) y Meca, contribución al estudio de las ciudades ibéricas (1916), entre otras. Falleció el 7 de febrero de 1946 en su ciudad natal.